# Láska je chemie
Láska je chemie (v anglickém originále Love Is in the N2-O2-Ar-CO2-Ne-He-CH4) je 13. díl 27. řady (celkem 587.) amerického animovaného seriálu Simpsonovi. Scénář napsal John Frink a díl režíroval Mark Kirkland. V USA měl premiéru dne 14. února 2016 na stanici Fox Broadcasting Company a v Česku byl poprvé vysílán 31. srpna 2016 na stanici Prima Cool.

## Děj
Je den před svatým Valentýnem a zaměstnanci Springfieldské jaderné elektrárny požádají pana Burnse na svátek o zkrácenou pracovní dobu. To Burns zamítne, ale přistoupí k uspořádání večírku. Následující den se večírku zúčastní několik lidí včetně Homera, Marge a profesora Frinka, pro něhož je den svatého Valentýna každoroční trápení, jelikož se mu nikdy nepodařilo získat si partnerku.
Během večírku zavolá Marge a Homerovi děda Simpson s tím, že za ním mají přijet do domova důchodců, a oni tak učiní. Během jejich přítomnosti pečovatelka podá důchodcům halucinogenní léky, po kterých začnou snít.
Den po večírku, když přijde Homer do práce, uvidí ležet profesora Frinka na podlaze jeho pracoviště. Díky Homerově vyprávění o tom, jak probíhá jeho den svatého Valentýna, profesora napadne, že použije vědu, aby si získal ženu. Udělá průzkum mezi několika ženami, kterých se zeptá na jedinou otázku – co je na muži nejvíce přitahuje. Z odpovědí se inspiruje k tomu, co má na sobě změnit. Jako první nahradí své brýle modrými kontaktními čočkami, dále si nasadí nástavce zespoda bot, aby působil vyšší, ale i přesto tomu něco schází. Ukáže se, že největší problém je v jeho pronikavém hlase.
Mezitím přijede Marge s Bartem, Lízou a Maggie opět do domova důchodců, kde zjistí, že důchodci jsou stále pod vlivem silných léků. Jdou si proto stěžovat přímo pečovatelce, že do nich nemohou cpát tak silné prášky. Marge se podaří pečovatelku přesvědčit a prášky jim přestala podávat.
Profesor Frink následně pro vyřešení jeho problému s hlasem vyrobí malý čip, který když si umístí pod jazyk, bude mít kombinaci nádherných hlasů od Clarka Gabla, přes Waltera Cronkita až po Rushe Limbaugha. Homer dá profesorovi radu, aby se zúčastnil kurzu jógy, protože tam chodí hodně žen. Ten na něj dá a podaří se mu tam získat telefonní čísla na všechny ženy, které se kurzu zúčastnily.
Další den Homerovi profesor Frink oznámí, že se mu daří a neustále má nějaké rande, ale začíná toho na něj být moc. Tentýž den Marge s Bartem a Lízou znovu přijdou do domova důchodců, a když zjistí, jak jsou důchodci skleslí, jsou překvapeni. Jediný Abe Simpson schované léky našel, předávkoval se jimi a vyběhl ven. Vše venku viděl nostalgicky, jezdil svým starým autem, vše viděl tak, jak bylo dřív. Když se probere, zjistí, že je v autodílně a tancuje s opravářem a železnou tyčí.
Večer se Simpsonovi vypraví do springfieldského planetária, aby profesor Frink oznámil, kdo se stane „královnou springfieldského planetária“. Na svůj proslov si úmyslně nevezme čip na změnu hlasu a k ženám promluví svým přirozeným hlasem. Aby vše vynahradil, představí jim ostatní muže ze Springfieldu, až nakonec jediný on zůstane sám.

## Přijetí
Díl získal rating 1,3 a sledovalo jej 2,89 milionu diváků, čímž se stal nejsledovanějším pořadem večera na stanici Fox.
Dennis Perkins z The A.V. Clubu udělil epizodě hodnocení B−, když uvedl: „Tato epizoda je mírně zábavnou kaší dobrých a špatných nápadů, které tvoří dva napůl realizované příběhy. V obou jsem našel věci, které se mi líbily, a přál jsem si, aby každý z nich byl lepší a delší.“.
Patrick D. Gaertner ze serveru Puzzled Pagan napsal: „Myslím, že se mi tento díl líbil tak, jak se mi díl nikdy nelíbil. Byl fajn, neměl nic, co by se dalo přehnaně vytknout, a byla to celkově příjemná epizoda. Ale jsou určité postavy, kterým podle mě epizody, v nichž jsou hvězdami, prostě neprospívají. Jsou postavy, které opravdu nejsou postavami, jsou to jen figurky. A myslím, že Frink je jednou z nich. Opravdu nepotřebuji vědět o Frinkovi víc a tím, že se dozvím víc o jeho životě, je to, co o něm vím, jen smutnější. Vždycky to byl jen podivín, který se objevuje kvůli expozici, a potvrzení toho, že žije smutným životem v osamění, dokud si děj nevyžádá, aby se z něj vytratil, je pro mě docela průšvih. Jak jsem řekl, díl se mi líbil, ale přesto ve mně zanechává divný pocit vůči profesoru Frinkovi, což je něco, co jsem si nikdy nemyslel, že budu cítit.“.